# Singarsko gorje
Singalsko gorje, Singarsko gorje ili Sindžarsko gorje (kurdski: چیایێ شنگالێ ,Çiyayê Şingalê, arapski: جبل سنجار  / Jabal Sinjār, sirjački: ܛܘܪܐ ܕܫܝܓܪ / Ṭura d'Shingar), 100 kilometara dug planinski lanac. Proteže se od istoka ka zapadu, izdižući se iznad aluvijalnih stepskih ravnica u sjeveroistočnom Iraku koje ga okružuju. Najviši vrh je na 1.463 metra nadmorske visine. Najviši semgent gorja dug je 75 km i leži u Ninivskom guverneratu. Zapadni i niži segment gorja je u Siriji i dug je oko 25 km. Grad Singal (Singar) je tik južno od gorja. Jazidi smatraju ovo gorje svetim.